# South Branch Valley Railroad
| Loks Nr. 6240 und 180, August 2008 |                      |                                                   |                                                   |
| Die Strecke der South Branch Valley Railroad |                      |                                                   |                                                   |
| Streckenlänge: | 83,5 km              |                                                   |                                                   |
| Spurweite: | 1435 mm (Normalspur) |                                                   |                                                   |
| |                      |                                                   |                                                   |
| \| \| \| Verbindung zur Cumberland Subdivision der CSX \| \| \| \| \| links nach Cumberland, rechts nach Martinsburg \| \| \| \| 0,0 \| Green Spring \| 196 m ü. M. \| \| \| 1,9 \| Millen Ausweichstelle (1800 m) \| Millen Ausweichstelle (1800 m) \| \| \| 5,1 \| Donaldson \| Donaldson \| \| \| \| Cumberland Road (115 m) \| \| \| \| \| Springfiel Depot Road (27 m) \| \| \| \| 11,9 \| Springfiled \| Springfiled \| \| \| 14,8 \| Grace Ausweichstelle \| Grace Ausweichstelle \| \| \| \| South Branch Potomac River (346 m) \| \| \| \| \| Washington Bottom Road \| \| \| \| 17,3 \| Ridgedale \| Ridgedale \| \| \| \| \| \| \| \| 19,9 \| Rocks \| Rocks \| \| \| 24,3 \| Wapocomo Startpunkt der PECR \| 211 m ü. M. \| \| \| 25,9 \| Romney Junction \| Romney Junction \| \| \| \| South Branch Potomac River (300 m) \| \| \| \| 28,3 \| West Romney, Vanderlip Depot \| West Romney, Vanderlip Depot \| \| \| \| Mill Creek (70 m) \| \| \| \| 33,3 \| Hampshire Club, Nathaniel & Isaac Kykendall House \| Hampshire Club, Nathaniel & Isaac Kykendall House \| \| \| 42,1 \| Glebe \| Glebe \| \| \| 44,2 \| Camp Wickham \| Camp Wickham \| \| \| \| Sycamore Bridge (193 m) \| \| \| \| \| Stony Run \| \| \| \| 53,5 \| Mc Neill \| Mc Neill \| \| \| 58,9 \| Cunningham \| Cunningham \| \| \| \| US 48 Corridor H \| \| \| \| \| WV 55 \| \| \| \| 62,9 \| Moorefield Ausweichstelle \| 251 m ü. M. \| \| \| \| \| \| \| \| \| South Branch Potomac River (145 m) \| \| \| \| \| Pilgrims Feed Mill \| \| \| \| \| Ausweichstelle (944 m) \| \| \| \| \| Durgon Creek (42 m) \| \| \| \| 75,3 \| Durgon Ausweichstelle \| 269 m ü. M. \| \| \| \| Mill Creek \| \| \| \| \| \| \| \| \| 82,4 \| Petersburg \| 284 m ü. M. \| \| \| \| Gleisdreieck \| \| \| \| \| \| \| \| \| 83,5 \| Depot \| Depot \| \| \| \| \| \| \| \| \| \| \| \| Quellen: [1] [2] \| \| \| \| |                      |                                                   |                                                   |
| |                      | Verbindung zur Cumberland Subdivision der CSX     |                                                   |
| |                      | links nach Cumberland, rechts nach Martinsburg    |                                                   |
| Abzweig quer, von links und von rechts | 0,0                  | Green Spring                                      | 196 m ü. M.                                       |
| Dienststation / Betriebs- oder Güterbahnhof | 1,9                  | Millen Ausweichstelle (1800 m)                    | Millen Ausweichstelle (1800 m)                    |
| ehemaliger Haltepunkt / Haltestelle | 5,1                  | Donaldson                                         | Donaldson                                         |
| Brücke |                      | Cumberland Road (115 m)                           | Cumberland Road (115 m)                           |
| Brücke |                      | Springfiel Depot Road (27 m)                      | Springfiel Depot Road (27 m)                      |
| ehemaliger Haltepunkt / Haltestelle | 11,9                 | Springfiled                                       | Springfiled                                       |
| Dienststation / Betriebs- oder Güterbahnhof | 14,8                 | Grace Ausweichstelle                              | Grace Ausweichstelle                              |
| Brücke über Wasserlauf |                      | South Branch Potomac River (346 m)                | South Branch Potomac River (346 m)                |
| Brücke |                      | Washington Bottom Road                            | Washington Bottom Road                            |
| ehemaliger Haltepunkt / Haltestelle | 17,3                 | Ridgedale                                         | Ridgedale                                         |
| Brücke über Wasserlauf |                      |                                                   |                                                   |
| ehemaliger Haltepunkt / Haltestelle | 19,9                 | Rocks                                             | Rocks                                             |
| Haltepunkt / Haltestelle | 24,3                 | Wapocomo Startpunkt der PECR                      | 211 m ü. M.                                       |
| Abzweig geradeaus und von links | 25,9                 | Romney Junction                                   | Romney Junction                                   |
| Brücke über Wasserlauf |                      | South Branch Potomac River (300 m)                | South Branch Potomac River (300 m)                |
| Haltepunkt / Haltestelle | 28,3                 | West Romney, Vanderlip Depot                      | West Romney, Vanderlip Depot                      |
| Brücke über Wasserlauf |                      | Mill Creek (70 m)                                 | Mill Creek (70 m)                                 |
| ehemaliger Haltepunkt / Haltestelle | 33,3                 | Hampshire Club, Nathaniel & Isaac Kykendall House | Hampshire Club, Nathaniel & Isaac Kykendall House |
| ehemaliger Haltepunkt / Haltestelle | 42,1                 | Glebe                                             | Glebe                                             |
| ehemaliger Haltepunkt / Haltestelle | 44,2                 | Camp Wickham                                      | Camp Wickham                                      |
| Brücke über Wasserlauf |                      | Sycamore Bridge (193 m)                           | Sycamore Bridge (193 m)                           |
| Brücke über Wasserlauf |                      | Stony Run                                         | Stony Run                                         |
| ehemaliger Haltepunkt / Haltestelle | 53,5                 | Mc Neill                                          | Mc Neill                                          |
| ehemaliger Haltepunkt / Haltestelle | 58,9                 | Cunningham                                        | Cunningham                                        |
| Strecke mit Straßenbrücke |                      | US 48 Corridor H                                  | US 48 Corridor H                                  |
| Strecke mit Straßenbrücke |                      | WV 55                                             | WV 55                                             |
| Dienststation / Betriebs- oder Güterbahnhof | 62,9                 | Moorefield Ausweichstelle                         | 251 m ü. M.                                       |
| Abzweig geradeaus und nach links |                      |                                                   |                                                   |
| Brücke über Wasserlauf |                      | South Branch Potomac River (145 m)                | South Branch Potomac River (145 m)                |
| Abzweig geradeaus und von links |                      | Pilgrims Feed Mill                                | Pilgrims Feed Mill                                |
| Dienststation / Betriebs- oder Güterbahnhof |                      | Ausweichstelle (944 m)                            | Ausweichstelle (944 m)                            |
| Brücke über Wasserlauf |                      | Durgon Creek (42 m)                               | Durgon Creek (42 m)                               |
| Dienststation / Betriebs- oder Güterbahnhof | 75,3                 | Durgon Ausweichstelle                             | 269 m ü. M.                                       |
| Brücke über Wasserlauf |                      | Mill Creek                                        | Mill Creek                                        |
| Abzweig geradeaus und ehemals nach rechts |                      |                                                   |                                                   |
| Haltepunkt / Haltestelle | 82,4                 | Petersburg                                        | 284 m ü. M.                                       |
| Abzweig geradeaus, nach rechts und von rechts |                      | Gleisdreieck                                      | Gleisdreieck                                      |
| Abzweig geradeaus und nach rechts |                      |                                                   |                                                   |
| Dienststation / Betriebs- oder Güterbahnhof | 83,5                 | Depot                                             | Depot                                             |
| |                      |                                                   |                                                   |
| |                      |                                                   |                                                   |
| Quellen: |                      |                                                   |                                                   |

Die South Branch Valley Railroad (SBVR) ist eine US-amerikanische Eisenbahngesellschaft mit Sitz in Moorefield (West Virginia). Das Unternehmen der Omnitrax-Firmengruppe betreibt Güterzüge auf 84 Kilometern einer ehemaligen Baltimore-and-Ohio-Railroad-Strecke, die zwischen Green Spring und Petersburg verläuft. Der Eigentümer ist die West Virginia State Rail Authority (SRA). In Green Spring steht die Bahn in Verbindung mit der CSX Transportation. Die gleiche Strecke wird auch von der Potomac Eagle Scenic Railroad für historische Ausflugszüge genutzt.

## Geschichte

### Der Beginn
Seit 1880 waren mehrere Versuche gescheitert, eine Strecke von Green Spring nach Romney zu erbauen. Schließlich konnte sie aber von der South Branch Railroad am 1. September 1884 fertig gestellt werden. Erst nach der Jahrhundertwende wurde die Bahnlinie südlich von Romney weitergebaut. 1909 begann der Bau durch die New Hampshire Southern Railroad. Die Gesellschaft wurde von William B. Cornwell geleitet. 1910 konnte dann die ersten Züge im Güter- und Personenverkehr zwischen Romney und Moorefield geführt werden.
Die Bahnlinie wurde 1911 an die Moorefield and Virginia Railroad Company verkauft, wobei der Käufer eine Hypothek auf die Strecke in Höhe von 700.000 US-Dollar übernahm. Im November 1913 übertrug die Moorefield and Virginia Company die Bahnlinie dann an die Baltimore and Ohio Railroad. Der Personenverkehr auf der Strecke wurde um 1928 eingestellt.
Mitte der 1970er Jahre wurde die Strecke von der B&O aufgegeben. Sie wurde am 11. Oktober 1978 vom Staat West Virginia übernommen, als die Regierung befürchtete, die Wirtschaft in der Region könnte durch die Stilllegung Schaden nehmen. Danach begann die Sanierung der 84 Kilometer langen Strecke und die South Branch Valley Railroad wurde gegründet.

### Die Unwetterschäden
Bei einem Unwetter 1985 kam es zu starken Überschwemmungen. Dadurch wurden vier Brücken, 21 Kilometer der Strecke schwer und 37 Kilometer leicht beschädigt. In einigen Abschnitten im Tal des South Branch Potomac River wurden die Gleise unterspült und hingen daraufhin in der Luft. Danach folgten Gespräche über die Einstellung der Bahnlinie. 1987 begann man dann doch mit dem Wiederaufbau. Im Jahr 1989 konnten die Instandsetzungsarbeiten abgeschlossen und die Strecke wieder eröffnet werden.

### Die Gegenwart
In den ersten zehn Jahren gab die South Branch Valley Railroad fast 5 Millionen US-Dollar für Gleisverbesserungen aus. Im Jahr 1994 schloss die Eisenbahn einen durch Anleihen finanzierten Ausbau ihrer Linie in Höhe von 4 Millionen US-Dollar ab. Seit 1998 wurden 41 Gleiskilometer mit schweren, geschweißten Schienen verlegt und über 46.000 Schwellen ausgetauscht. Ein großes Brückenprogramm ermöglichte es der SBVR ihre Gewichtsgrenze pro Güterwagen anzuheben. Drei Lokomotiven wurden mit Mikroprozessorsteuerungen aufgerüstet, um die Zugkraft zu erhöhen und Kraftstoff zu sparen. Drei zusätzliche Lokomotiven wurden beschafft, um schwere Einheitszüge von Green Spring nach Romney zu ziehen. Es gibt Pläne, die Infrastruktur in den nächsten Jahren weiter zu verbessern. Dabei sollen weitere Schienen verschweißt werden, Ausweichstellen verlängert und die Schotterbetten erneuert werden. Es soll zusätzliche Ausbauten an Brücken geben, um deren Kapazität zu erhöhen.
Die Güterzüge verkehren an fünf Tagen in der Woche, von Montag bis Freitag. Sonderzüge werden nach Bedarf auch an Wochenenden geführt. Der größte Kunde ist die Pilgrim Feed Mill (Futtermühle) in Moorefield. Die Mühle erhält Mais und andere Rohstoffe für die Herstellung von Geflügelfutter. Fast der gesamte Mais wird in 65-Wagen-Zügen transportiert, die in weniger als 48 Stunden zur Futtermühle gebracht, entladen und zur CSX Transportation nach Green Spring zurückgebracht werden. Drei Kunden befinden sich in Petersburg: Adell Polymers versendet und erhält Kunststoffpellets, Allegheny Wood Products liefert Holz und Greer Lime versendet Kalkladungen.
Zum 1. Dezember 2023 übernahm die Omnitrax-Firmengruppe des Broe-Konzerns die South Branch Valley Railroad.